# Manno! Alles genau so in echt passiert
Manno! Alles genau so in echt passiert ist ein autobiografischer Kinder-Comic von Anke Kuhl, empfohlen ab einem Alter von sieben Jahren. Sie gibt darin Anekdoten aus ihrer Kindheit in den 1970er Jahren wieder. Klett Kinderbuch publizierte die Printausgabe Anfang 2020. Noch vor der Veröffentlichung wurde die Arbeit von Kuhl durch den Comicbuchpreis der Berthold Leibinger Stiftung gefördert und erhielt im Nachgang weitere Auszeichnungen sowie Leseempfehlungen.

## Inhalt
In insgesamt 18 lose miteinander verbundenen Episoden erzählt Kuhl Anekdoten aus ihrer Kindheit, die sie in den 1970er Jahren in einer hessischen Kleinstadt verbrachte. Darin treten insbesondere ihre ältere Schwester Eva auf, aber auch Eltern und Großeltern, die im gleichen Haus wie ihre Enkel leben.
Sie schildert etwa einen Streit um eine Unterhose, der in einem Kampf mit Klobürsten zwischen Anke und Eva gipfelt. Ihre schimpfende Mutter greift ein, um den Konflikt zu beenden. Die geduldigere Anke versteht es besser, ihr Eis einzuteilen, was Neid in der älteren Schwester auslöst, die ihre Portion bereits aufgegessen hat. Großzügig, aber auch genervt lässt Anke sie von ihrem Eis abbeißen. Beim Optiker hat eigentlich nur Eva einen Termin, Anke möchte aber ebenfalls untersucht werden. Während bei Eva nichts gefunden wird, diagnostiziert der Augenarzt bei Anke starke Kurzsichtigkeit. Sie reagiert begeistert auf die neue Brille, denn damit kann sie Flugzeuge nicht nur hören, sondern auch richtig sehen. Und Rudi Carrell wirkt auf sie im Fernsehen jetzt noch attraktiver.
An Samstagabenden schauen die Schwestern oft zusammen mit ihren Großeltern auf deren großem Röhrenfernseher Am laufenden Band, eine der beliebtesten Unterhaltungsshows der 1970er Jahre, moderiert von Rudi Carrell, oder Dalli Dalli, eine weitere populäre Fernsehshow in den 70er und 80er Jahren. Der prägende Ausruf von Dalli-Dalli-Moderator Hans Rosenthal „Sie sind der Meinung, das war Spitze“ bleibt Kuhl besonders im Gedächtnis. Mit ihrer Schwester studiert sie eigene Choreografien zu Liedern von ABBA ein oder die beiden spielen Fremden Telefonstreiche und teilen ihnen mit, sie hätten ein Schaf gewonnen.
Kuhl beschäftigt sich ebenfalls mit ernsten Themen und berichtet etwa von Streitereien zwischen ihren Eltern, ihrem Leistenbruch und der notwendigen Operation, einem schweren Unfall der Mutter oder von schlimmen Gedanken, die sie am Einschlafen hindern. Am Abend hatten sie und Eva noch eine Dokumentation über das Weltall gesehen. Weil die Sonne eines Tages explodieren wird, macht sie sich große Sorgen, was denn dann aus ihrem Hasen wird. Auf ihrem Heimweg von der Schule muss Anke an einem Grundstück mit drei Boxern vorbei, die jedes Mal laut bellen. Obwohl sich die Hunde sicher hinter dem Gartenzaun befinden, stellt dieses Stück Schulweg eine tägliche Mutprobe dar.

## Stil
Die realistischen Buntstiftbilder sind mit lockerem Strich gezeichnet. Kuhl verwendet häufig die Farben Grün und Orange. Durch ihren Zeichenstil kann sie auch in ernsten Passagen die insgesamt positive Grundstimmung beibehalten. Zusätzliche Spannung erzeugt sie dadurch, dass sie die Seitenstruktur in besonders fantasievollen oder dramatischen Szenen auflöst und etwa auf Panelränder verzichtet. Gelegentlich nutzt Kuhl auch die Sprechblasen für die visuelle Gestaltung. Im Streit zwischen ihren Eltern sind die Sprechblasen der verbitterten Mutter als graue Regenwolken dargestellt. Kinderfiguren zeichnet sie mit großen Kulleraugen. Anke selbst ist leicht an ihrer großen, roten Brille zu erkennen, zu der sie in der ersten Geschichte kommt. Im Exposé zum Comic hält die Autorin fest: „Meine Kindheit war eine Mischung aus großem Glück, Tragik und Langeweile, also nichts Besonderes eigentlich.“

## Veröffentlichung
Manno! Alles genau so in echt passiert erschien im Februar 2020 bei Klett Kinderbuch. Das Titelbild zeigt das Geschwisterpaar auf einer Terrasse im Freien. Sichtlich genervt hält Anke der älteren Eva ihr Eis hin, damit sie davon abbeißen kann. Im Hintergrund sind im Garten die lesende Mutter und die Großmutter mit einer Gießkanne zu sehen. Im oberen Teil ist der Titelschriftzug Manno! in großen roten Buchstaben zu lesen. Untertitel und Name der Autorin fallen deutlich kleiner aus.

## Auszeichnungen
Im Jahr 2019 erhielt ein früher Entwurf von Manno! den mit 20.000 Euro dotierten Comicbuchpreis der Berthold Leibinger Stiftung. Bei der fünften Verleihung der Auszeichnung wurden neun weitere Finalisten (aus 77 Bewerbern) mit je 2000 Euro bedacht. Bereits die ersten drei Episoden von Kuhl hätten die Jury mit dem „Witz, der lebhaften Bildsprache und den wunderbaren Kurzberichten […] zwischen Euphorie und Katastrophe begeistert“. Im Juli des folgenden Jahres wurde der Comic mit einem Max-und-Moritz-Preis als „Bester Comic für Kinder“ gewürdigt. Im Juni 2020 wurde Manno! mit dem Luchs des Monats prämiert. Laut Jury fängt Kuhl das „Auf und Ab eines aufreibenden Kinderlebens […] mit ihrem gewohnt lebendigen Strich ein“. Das vorgelegte „Glanzstück“ sei kein „lupenreines Kinderbuch“, sondern berichte „konsequent aus kindlicher Perspektive“.
Manno! erhielt ebenfalls einschlägige Leseempfehlungen. Im März 2020 schaffte es der Titel auf Platz drei der Bestenliste „Die besten 7 im Monat März“, die in der Sendung Büchermarkt des Deutschlandfunks präsentiert wurde; eine „berührende Kindheitsgeschichte für Kleine und Große“. The White Ravens: A Selection of International Children’s and Youth Literature, ein jährlich auf Englisch erscheinender Empfehlungskatalog für Kinder- und Jugendliteratur der Stiftung Internationale Jugendbibliothek München, führt in der Ausgabe für das Jahr 2020 Manno! unter den deutschen Publikationen auf (aus insgesamt 56 Ländern und 36 Sprachen). Im Juli 2022 listet das Das deutsche Schulportal der Robert Bosch Stiftung das Werk als eines von zehn „pädagogisch wertvollen Kinderbüchern“. Die Aufmachung als Comic könne vielleicht auch „junge […] Leser begeistern, die ansonsten vielleicht ein wenig lesefaul sind“.

## Kritiken
Frank Meyer beschreibt den Comic für Deutschlandfunk Kultur als „immer ein großes Lesevergnügen“ und „berührendes Buch für Kinder und Erwachsene“, das eine „immense Spannbreite von quietschkomisch bis tieftraurig“ abdecke. Kuhl lasse die Leser in eine idyllische Welt eintauchen, „in der Oma und Opa noch im selben Haus leben […] und in der man als Kind nachmittags auf ziemlich abseitige Ideen kommen kann“. Trotz aller Vertrautheit sei die Familienintimität nicht ohne Brüche.
Die „großen Leser“ hätten immer wieder Déjà-vus und die „kleinen dürften sich in eine andere Welt versetzt fühlen“, hält ein Artikel im General Anzeiger fest. Und genau das mache Manno! aus. Für Kinder sei das Buch ein „wahres Zeitzeugnis, das Einblicke in den Alltag ihrer Eltern gibt, und für Erwachsene eine Fundgrube, um die eigene Kindheit noch einmal zu entdecken“.
Andrea Wanner formuliert ihre Kritik im Titel-Kulturmagazin als Brief an die Autorin, da dies ihrem Leseerlebnis näher käme, weil ihr die Geschichten von Eva und Anke „so nahe gegangen“ seien. Auf einen Blick gebe es jede Menge Nostalgie auf den „vielen Bildchen zu entdecken“; Dinge wie „Prilblumen. Schwimmabzeichen. Rudi Carrell. Und noch viel mehr, das mich sofort zurückkatapultiert hat in die […] Kindheit“. Alles habe man selber erlebt, manches eben anders. Und alles sei so erzählt, „dass es auch für die, die heute noch mittendrin stecken in dieser Kindheit, echt witzig ist“.
Es sei eine „besondere erzählerische Leistung, dass jede einzelne Episode einen völlig neuen Aspekt“ beleuchte oder ein Thema zum Inhalt mache, „das Kinder besonders beschäftigt“, schreibt Markus Lippold für N-tv. Am stärksten falle das Werk aus, wenn es ernste Erlebnisse aus Kuhls Kindheit aufgreife, „weil es die kindlichen Ängste ernst nimmt, aber gleichzeitig Wege aufzeigt, wie sie verarbeitet werden können“.